# 约翰·汉弗莱斯
约翰·汉弗莱斯（英語：John Humphreys，1932年3月15日—2017年9月14日），澳大利亚男子击剑运动员。他曾代表澳大利亚参加1962年和1966年大英帝国和英联邦运动会击剑比赛，获得二枚银牌和一枚铜牌。